# One Moment Your Mind
One Moment Your Mind is een nummer van de Nederlandse band Total Touch uit 1996. Het is de derde single van hun titelloze debuutalbum.
De ballad werd een bescheiden hitje in Nederland, met een 23e positie in de Nederlandse Top 40.